# Внутренности

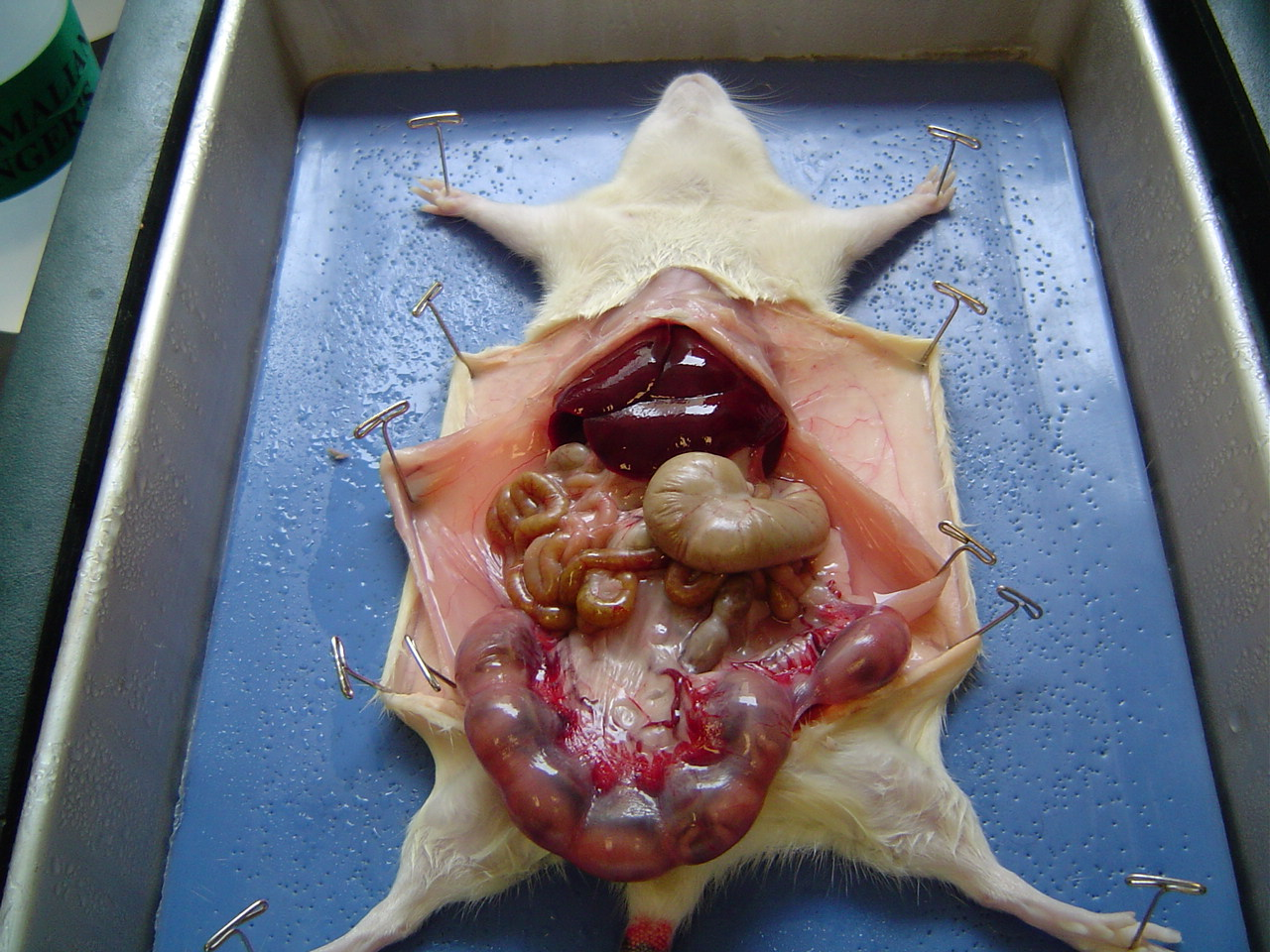
Внутренности крысы

Вну́тренности, вну́тренние о́рганы, или висцера́льные органы (лат. viscera мн. ч. от viscus «внутренности», род. п. visceralis «внутренностный»; др.-греч. σπλάγχνον [splanchnon]) — органы животных (и человека), лежащие в основном в грудной и брюшной полостях, а именно органы дыхания, пищеварения, мочеполовые и сердечно-сосудистые. Внутренности и органы внутренней секреции изучаются спланхнологией.
Область медицины, изучающая заболевания внутренних органов человека, называется внутренние болезни или терапи́я.
Следует так же учесть, что термин «висцеральный» в медицине куда шире и может подразумевать при описании патологий вообще всё относящееся к внутренним органам, в том числе опорно-двигательный аппарат, органы кроветворения и ЦНС, к примеру: висцеральная нервная система, висцеральный мозг и т. д. 